# Gamamundo
Gamamundo est un des sept secteurs appartenant à la région Bafatá du Guinée-Bissau. En 2009, il comptait 26 160 habitants.

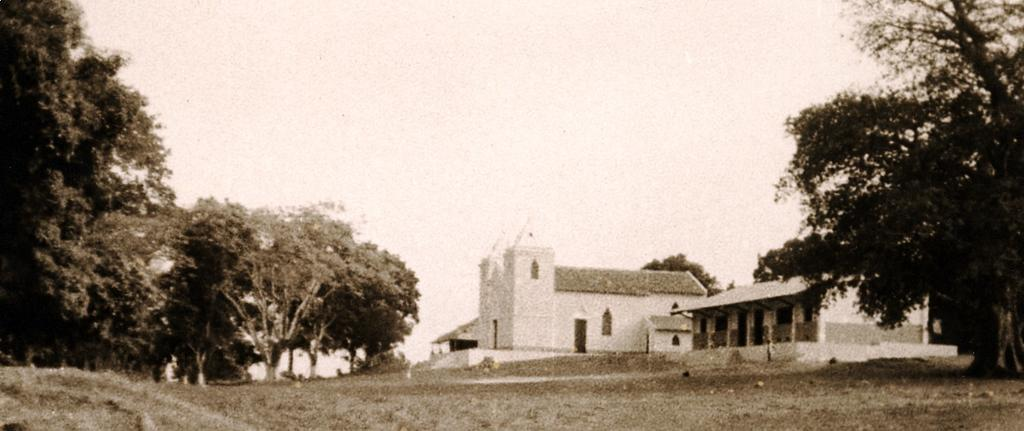
Gamamudo – Vue